# 江水生
江水生（1928年—），男，台湾台南人，籍貫江西，中华人民共和国工程师、政治人物。

## 生平
1928年，江水生出生在台湾台南市一个平民家庭。江水生家籍貫江西，江水生的父亲在抗日战争前移民到台湾行医，江水生的母亲是台湾人。江水生共有兄弟姐妹8人，江水生排行第七。由于父母早逝，江水生等弟弟妹妹都是由长兄长姐养大。由于日治台湾推行民族歧视政策，不允许台湾的大陆籍子弟就读市立公学，所以江水生进入由台南一位有名士绅黃欣创办的“共励义塾”学习。1940年，江水生以优异成绩毕业，但因民族歧视政策而无法升入中学，只好到台南义和铁工厂当学徒，其實原本黃欣還一直以文士劇巡迴義演籌辦台陽中學，但總督府持續阻擾未准，江水生才因此無法繼續升學。工作期间，他认真自学机械制造技术。1945年抗日战争胜利后，江水生和其他不少台湾青年报名参军，江水生当上驻台湾的国军六十二军修械所技工。一年后，江水生随军离开台湾到中国大陆，先后辗转秦皇岛、唐山、天津。1949年2月，以参战名义，在天津参加中国人民解放军第四野战军后勤修械厂，从事技术工作。
1949年，江水生加入台湾民主自治同盟。1959年，加入中国共产党。历任中共武汉市委委员、中共武汉市委统战部副部长，中华全国总工会执行委员。1990年代，担任全国台联会理事、台盟湖北省委副主委、湖北省台联会副会长、武汉市政协常委、台盟武汉市委主委、武汉市台联会会长、高级工程师和高级政工师。自1978年起，历任第五至第八届全国人大代表。